# Adil Taoui
Adil Taoui (Limoges, 10 agosto 2001) è un calciatore francese, attaccante del LASK.

## Carriera

### Club
Taoui è cresciuto nel settore giovanile del Tolosa con cui ha firmato il primo contratto professionistico nel giugno del 2018. Ha debuttato in prima squadra il 5 febbraio 2020 nell'incontro di Ligue 1 perso 1-0 contro lo Strasburgo.
Il 4 gennaio 2021 è stato licenziato dai Violets a causa di un grave fatto di natura disciplinare non meglio specificato; i rapporti fra club e giocatore erano già deteriorati in seguito al declassamento del giocatore nella squadra riserve.
Il 14 luglio 2021 ha firmato un contratto annuale con il Bastia, con cui ha trascorso una stagione da comprimario giocando 15 incontri fra Ligue 2 e Coppa di Francia. Rimasto nuovamente senza contratto, nell'ottobre del 2022 ha firmato un biennale con gli austriaci del LASK.

### Nazionale
Ha giocato con le nazionali giovanili francesi Under-16 ed Under-18.

## Statistiche

### Presenze e reti nei club
Statistiche aggiornate all'11 novembre 2024.
| Stagione        | Squadra         | Campionato      | Campionato | Campionato | Coppe nazionali | Coppe nazionali | Coppe nazionali | Coppe continentali | Coppe continentali | Coppe continentali | Altre coppe | Altre coppe | Altre coppe | Totale | Totale | Totale |
| Stagione        | Squadra         | Comp            | Pres       | Reti       | Comp            | Pres            | Reti            | Comp               | Pres               | Reti               | Comp        | Pres        | Reti        | Pres   | Reti   |        |
| --------------- | --------------- | --------------- | ---------- | ---------- | --------------- | --------------- | --------------- | ------------------ | ------------------ | ------------------ | ----------- | ----------- | ----------- | ------ | ------ | ------ |
| 2018-2019       | Tolosa 2        | N3              | 10         | 2          | -               | -               | -               | -                  | -                  | -                  | -           | -           | -           | 10     | 2      |        |
| 2019-feb. 2020  | Tolosa 2        | N3              | 10         | 3          | -               | -               | -               | -                  | -                  | -                  | -           | -           | -           | 10     | 3      |        |
| 2019-feb. 2020  | Tolosa          | L1              | 2          | 0          | CF+CdL          | 0               | 0               | -                  | -                  | -                  | -           | -           | -           | 2      | 0      |        |
| 2020-2021       | Tolosa          | L1              | 1          | 0          | CF              | 0               | 0               | -                  | -                  | -                  | -           | -           | -           | 1      | 0      |        |
| 2021-2022       | Bastia          | L2              | 12         | 0          | CF              | 3               | 0               | -                  | -                  | -                  | -           | -           | -           | 15     | 0      |        |
| 2022-2023       | LASK Juniors    | RL              | 2          | 1          | -               | -               | -               | -                  | -                  | -                  | -           | -           | -           | 2      | 1      |        |
| ott. 2022-2023  | LASK            | BL              | 4          | 0          | CA              | 0               | 0               | -                  | -                  | -                  | -           | -           | -           | 4      | 0      |        |
| 2023-2024       | LASK            | BL              | 10         | 1          | CA              | 0               | 0               | UEL                | 0                  | 0                  | -           | -           | -           | 10     | 1      |        |
| 2024-2025       | LASK            | BL              | 10         | 1          | CA              | 2               | 1               | UEL+UECL           | 2+2                | 1+0                | -           | -           | -           | 16     | 3      |        |
| Totale carriera | Totale carriera | Totale carriera | 61         | 8          |                 | 5               | 1               |                    | 4                  | 1                  |             | -           | -           | 70     | 10     |        |